# Казе Санта Луча (Равена)
Казе Санта Луча је насеље у Италији у округу Равена, региону Емилија-Ромања.
Према процени из 2011. у насељу је живело 34 становника. Насеље се налази на надморској висини од 6 м.